# Graeme Downie
Graeme James Downie est un homme politique du Parti travailliste écossais qui est député de Dunfermline et Dollar depuis 2024.

## Biographie
Downie fréquente le lycée Craigmount à Édimbourg avant d'étudier la politique à l'Université de Stirling, dont il obtient son diplôme en 2002. Il est l'un des premiers de sa famille à fréquenter l'université.
Avant son élection au Parlement, il est élu conseiller pour West Fife et les villages côtiers et porte-parole de la santé dans l'administration du conseil du Fife dirigée par le parti travailliste. Il démissionne de son poste de porte-parole de la santé, mais continue à être conseiller puis annonce sa démission le 4 septembre 2024.